# Stazione di Medina del Campo
La stazione di Medina del Campo (in spagnolo Estación de Medina del Campo) è la principale stazione ferroviaria di Medina del Campo, Spagna.
È stata inaugurata nel 1860 in occasione dell'apertura della diramazione che univa la linea ferroviaria Madrid-Hendaye con Valladolid.
Nel 1864 è stata aperta anche la linea che la collega alla stazione di Zamora.